# Neuhemsbach

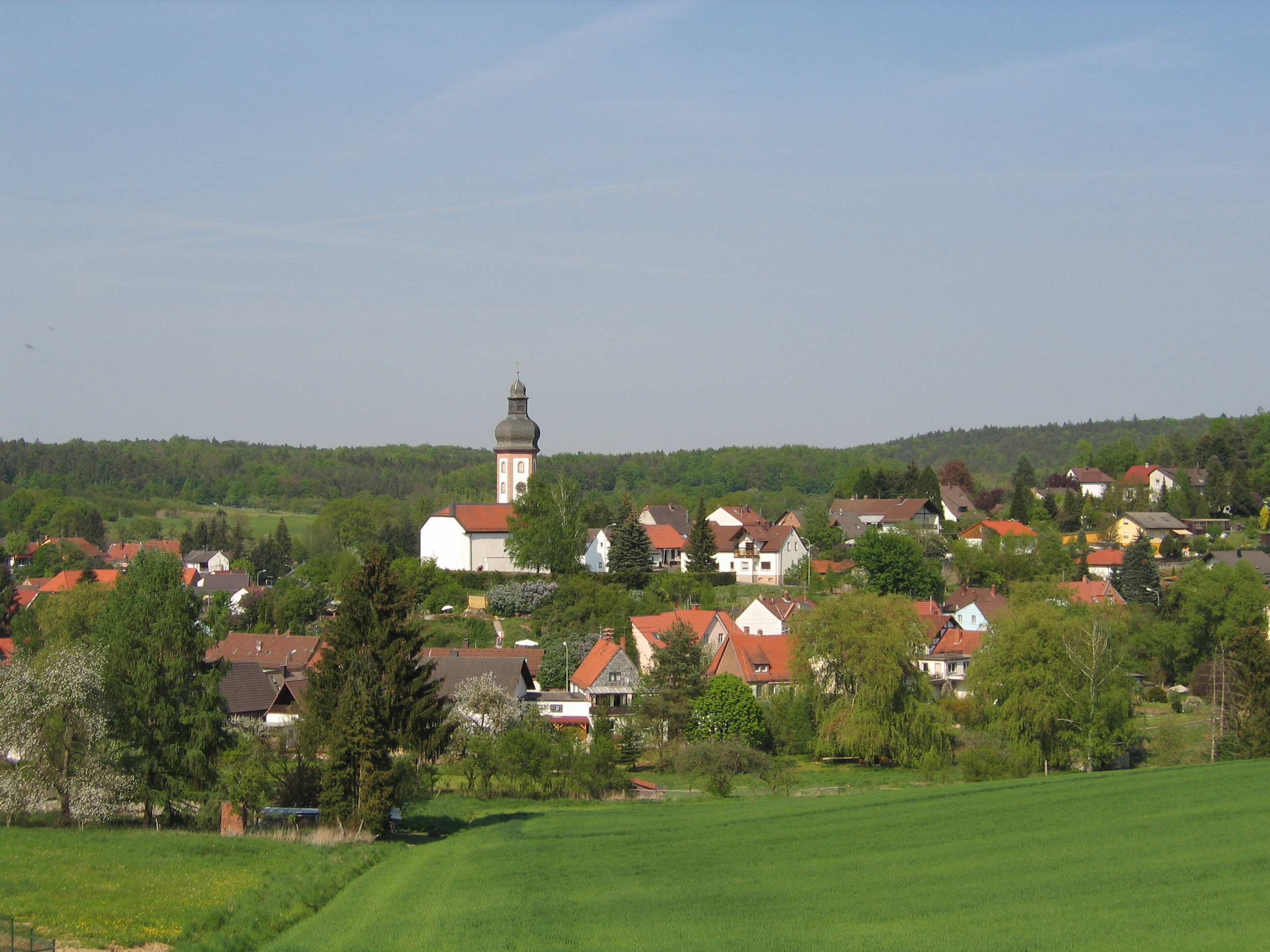
Südansicht

Neuhemsbach ist eine Ortsgemeinde im Landkreis Kaiserslautern in Rheinland-Pfalz. Sie gehört der Verbandsgemeinde Enkenbach-Alsenborn an.

## Geographie

### Lage
Die Gemeinde liegt 18 Kilometer nordöstlich von Kaiserslautern am Rande des Unteren Pfälzerwaldes und gehört zu dessen Teilbereich Stumpfwald. Neben dem Kernort umfasst sie die Wohnplätze Bahnhof Neuhemsbach, Hammermühle, Heinzental, Randeckerhof und Rotwiesenhof Nachbargemeinden sind – im Uhrzeigersinn – Sippersfeld, Enkenbach-Alsenborn, Sembach, Münchweiler an der Alsenz und Gonbach.

### Gewässer
Der äußerste Westen der Gemarkung wird von der Alsenz durchflossen. Vor Ort mündet in diese von rechts der mitten durch das Siedlungsgebiet verlaufende Hemsbach. Dort fließt in ihn der Billesbach.

## Geschichte
Der heutige Ortsteil Heinzenthal wurde bereits 1019 in einer Urkunde erwähnt. Im 13. Jahrhundert wurde, anlässlich einer Schenkung an das Kloster Enkenbach, der Ort Hemsbach erstmals urkundlich erwähnt.
Aus dem 14. Jahrhundert stammt der auf der Höhe „Spitzer Hübel“ gelegene Rest der Anselburg.
Im Jahr 1662 kaufte Graf Friedrich Wilhelm zu Sayn-Wittgenstein-Homburg die Herrschaft Neuhemsbach. 1684 übertrug Graf Friedrich Wilhelm die Herrschaft an seinen Bruder Graf Christian. Dessen Sohn Friedrich Ludwig und seine Schwestern bewohnten das Schloss in Neuhemsbach.
Von 1798 bis 1814, als die Pfalz Teil der Französischen Republik (bis 1804) und anschließend Teil des Napoleonischen Kaiserreichs war, gehörte das Dorf zum französischen Departement Donnersberg und war dem Kanton Winnweiler zugeordnet.
Aufgrund der auf dem Wiener Kongress (1815) getroffenen Vereinbarungen und einem Tauschvertrag mit Österreich kam die Region 1816 zum Königreich Bayern. Von 1818 bis 1862 gehörte Neu-Hemsbach – so die damalige Schreibweise – dem Landkommissariat Kaiserslautern an; aus diesem ging das Bezirksamt Kaiserslautern  hervor. Am 1. Dezember 1900 wechselte die Gemeinde in das neu geschaffene Bezirksamt Rockenhausen.
Ab 1939 war der Ort Bestandteil des Landkreises Rockenhausen. Nach dem Zweiten Weltkrieg war Neuhemsbach Teil der französischen Besatzungszone und wurde 1946 Teil des neu gebildeten Landes Rheinland-Pfalz. Im Zuge der ersten rheinland-pfälzischen Verwaltungsreform wechselte der Ort in den Landkreis Kaiserslautern. 1972 wurde sie in die Verbandsgemeinde Enkenbach-Alsenborn eingegliedert, die in dieser Form bis 2014 bestand.

## Religion
Am 31. Oktober 2014 waren 47,666 Prozent der Einwohner evangelisch und 22,482 Prozent katholisch. Die übrigen gehörten einer anderen Religion an oder waren konfessionslos.

## Politik

### Gemeinderat
Der Gemeinderat in Neuhemsbach besteht aus zwölf Ratsmitgliedern, die bei der Kommunalwahl am 9. Juni 2024 in einer personalisierten Verhältniswahl gewählt wurden, und der ehrenamtlichen Ortsbürgermeisterin als Vorsitzender.
Die Sitzverteilung im Gemeinderat:
| Wahl | SPD | CDU | FWG | FDP | Gesamt   |
| ---- | --- | --- | --- | --- | -------- |
| 2024 | 5   | 2   | 4   | 1   | 12 Sitze |
| 2019 | 4   | 3   | 4   | 1   | 12 Sitze |
| 2014 | 4   | 5   | 3   | –   | 12 Sitze |
| 2009 | 2   | 6   | 4   | –   | 12 Sitze |
| 2004 | 2   | 5   | 5   | –   | 12 Sitze |

### Bürgermeister
Ortsbürgermeisterin ist Silke Brunck (SPD). Bei der Direktwahl am 26. Mai 2019 wurde sie mit einem Stimmenanteil von 79,18 % gewählt und ist damit Nachfolgerin von Armin Obenauer (CDU), der nicht erneut angetreten war. Bei der Direktwahl am 9. Juni 2024 wurde sie als einzige Bewerberin mit 78,8 % für weitere fünf Jahre in ihrem Amt bestätigt.

### Wappen
| Wappen von Neuhemsbach | Blasonierung: „Gespalten und rechts von Blau und Silber und Rot zweimal geteilt, links in Rot ein blaubewehrter und -bezungter goldener Leopard.“ |
| Wappen von Neuhemsbach | Es wurde 1958 vom Mainzer Innenministerium genehmigt.                                                                                             |

## Kultur und Sehenswürdigkeiten

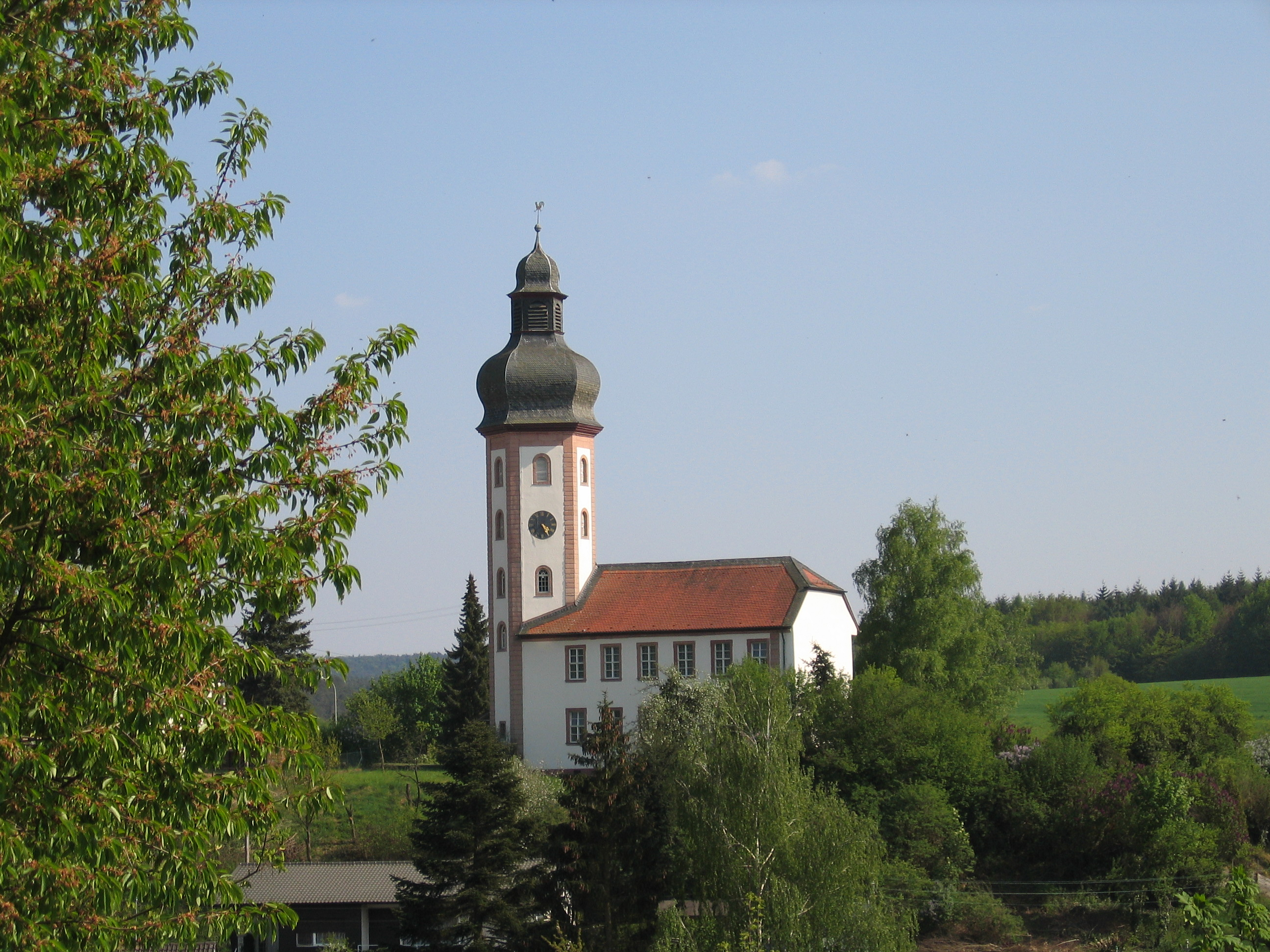
Denkmalgeschützte Schlosskirche

Vor Ort befinden sich insgesamt fünf Objekte, die unter Denkmalschutz stehen, darunter die Schlosskirche. Sie gilt als Wahrzeichen des Ortes und befindet sich auf demjenigen Hügel, auf dem bis zum 18. Jahrhundert das Schloss der Grafen von Sayn-Wittgenstein-Homburg stand.

## Wirtschaft und Infrastruktur

### Verkehr
Ab 1870 war Neuhemsbach über die Alsenztalbahn an das Schienennetz angebunden; der Bahnhof befand sich im äußersten Westen der Gemarkung teilweise bereits auf dem Gebiet von Sembach und trug in den ersten Jahrzehnten seines Bestehens die Bezeichnung Neuhemsbach-Sembach. Nach dem Zweiten Weltkrieg wurde dieser mangels Rentabilität aufgelassen.
Zur Bundesstraße 48, die im Westen der Gemeinde die Gemarkungsgrenze bildet, sind es etwa drei Kilometer. Zu dieser führt die Landesstraße 393, die in der Ortsmitte in die Landesstraße 394 mündet.

### Tourismus
Durch das Gemeindegebiet verläuft ein Wanderweg, der mit einem weiß-blauen Balken gekennzeichnet ist.

## Persönlichkeiten

### Söhne und Töchter der Gemeinde
- Friedrich Burgdörfer (1890–1967), Bevölkerungswissenschaftler
- Karl Bischoff (1897–1950), Ingenieur, Leiter der SS-Zentralbauleitung im KZ Auschwitz-Birkenau

### Personen, die in der Gemeinde gewirkt haben
- Friedrich Wittig, 1792/93 Mitglied des Rheinisch-Deutschen Nationalkonvents
- Adolf Müller-Emmert (1922–2011), Jurist und Politiker (SPD), starb in Neuhemsbach.